# Андон Върсаковски
Андон Върсаковски, наричан Доне войвода, е български хайдутин.

## Биография
Роден е в щипското село Върсаково в началото на XIX век. Става войвода на хайдушка чета от около 25 души, с която действа в Малешево и Осогово през втората четвърт на XIX век.
Умира след 1840 година.